# Muttaburrasaurus
Muttaburrasaurus (do latim "lagarto de Muttaburra") foi uma espécie de dinossauro herbívoro e bípede que viveu durante o período Cretáceo. Media em torno de 8 metros de comprimento e pesava cerca de 4 toneladas. A única espécie conhecida é Muttaburrasaurus langdoni.
Depois do Kunbarrasaurus, é o dinossauro mais completamente conhecido da Austrália a partir de restos esqueléticos. Recebeu o nome em homenagem a Muttaburra, local da jazida paleontológica em Queensland, Austrália, onde foi encontrado. O dinossauro foi selecionado entre doze candidatos para se tornar o emblema fóssil oficial do Estado de Queensland.

## Descoberta

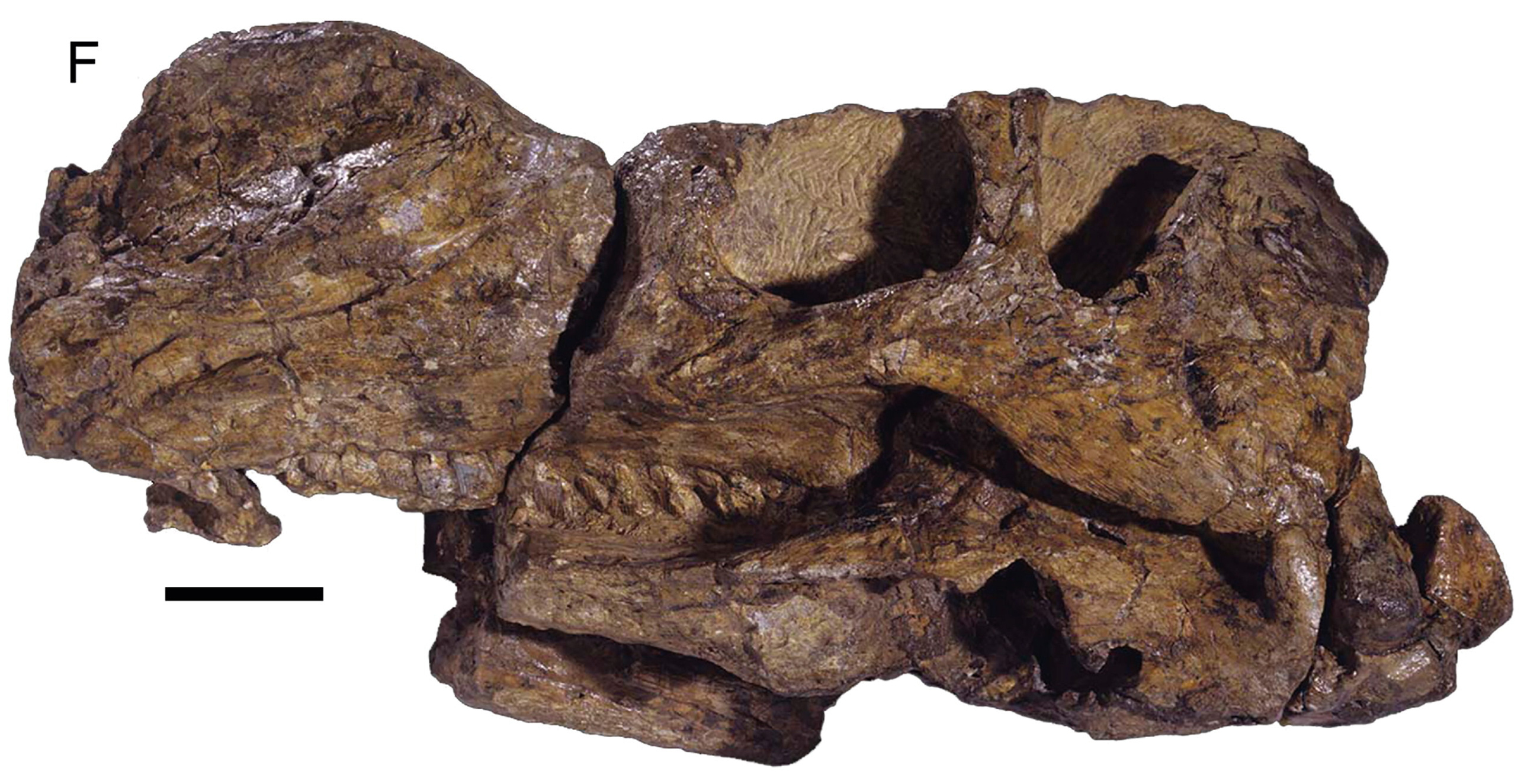
Crânio holótipo

A espécie foi inicialmente descrita a partir de um esqueleto parcial encontrado pelo criador de gado Doug Langdon em 1963 na Estação Rosebery Downs, às margens do Rio Thomson, perto de Muttaburra, no estado australiano de Queensland, que também fornece o nome genérico da criatura. Os restos mortais foram coletados pelo paleontólogo Dr. Alan Bartholomai e pelo entomologista Edward Dahms. Após uma longa preparação dos fósseis, a espécie foi nomeada em 1981 por Bartholomai e Ralph Molnar, que homenagearam seu descobridor com seu nome específico, langdoni.
O holótipo, espécime QM F6140, foi encontrado na Formação Mackunda, datando do Albiano-Cenomaniano. Consiste em um esqueleto parcial com crânio e mandíbula. A parte inferior do crânio e a parte posterior da mandíbula, numerosas vértebras, partes da pelve e partes dos membros anteriores e posteriores foram preservados.
Alguns dentes foram descobertos mais ao norte, perto de Hughenden, e ao sul, em Lightning Ridge, no noroeste de Nova Gales do Sul. Em Lightning Ridge, foram encontrados dentes opalizados e uma escápula que pode ser de um Muttaburrasaurus. Um crânio, conhecido como "Crânio de Dunluce", espécime QM F14921, foi descoberto por John Stewart-Moore e Robert Walker, de 14 anos, na Estação Dunluce, entre Hughenden e Richmond, em 1987. Origina-se de camadas um pouco mais antigas do lamito de Allaru e foi considerado por Molnar como uma espécie separada, ainda sem nome, um Muttaburrasaurus sp.

## Descrição

Comparação de escala com o ser humano

O Muttaburrasaurus tinha cerca de 8 metros e pesava cerca de 2,8 toneladas métricas (3,1 toneladas curtas). O fêmur do holótipo tem 1.015 milímetros de comprimento.
Se o Muttaburrasaurus é capaz de movimentos quadrupedais tem sido debatido; originalmente, acreditava-se que fosse um "iguanodontídeo", embora estudos recentes indiquem uma posição rabdodonte. Ornitópodes nessa posição basal eram incapazes de movimentos quadrupedais. Originalmente reconstruindo o Muttaburrasaurus com uma ponta no polegar, Molnar posteriormente duvidou que tal estrutura estivesse presente.

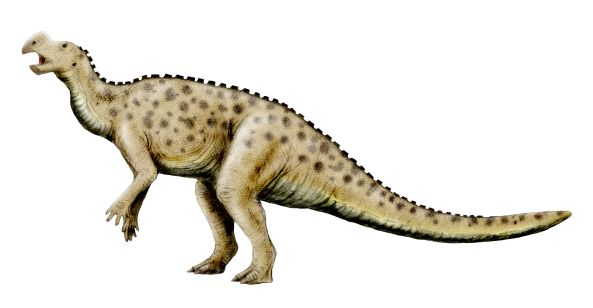
Paleoarte do animal em vida

O crânio do Muttaburrasaurus era bastante plano, com uma seção transversal triangular quando visto de cima; a parte posterior da cabeça é larga, mas o focinho é pontudo. O focinho inclui um focinho nasal fortemente alargado, oco e saliente para cima, que pode ter sido usado para produzir chamados distintos ou para fins de exibição. No entanto, como nenhum tecido nasal fossilizado foi encontrado, isso permanece conjectural. Essa chamada bula nasal era mais curta no Muttaburrasaurus sp. mais antigo, como demonstrado pelo crânio de Dunluce. A seção superior da bula do holótipo não foi preservada, mas pelo menos o segundo crânio apresenta um perfil arredondado.

## Classificação
Molnar originalmente atribuiu o Muttaburrasaurus à família Iguanodontidae. Autores posteriores sugeriram grupos de euornitópodes mais basais, como os Camptosauridae, Dryosauridae ou Hypsilophodontidae. Estudos de Andrew McDonald indicam uma posição na família Rhabdodontidae. Uma análise filogenética de 2022 recuperou o Muttaburrasaurus e o Tenontosaurus como rabdodontomorfos basais e concluiu que provavelmente representam táxons irmãos de Rhabdodontidae.
O cladograma a seguir foi recuperado por Dieudonné e colaboradores em 2016:
|  | Anabisetia                                                   |
|  |                                                              |
|  | \| \| Tenontosaurus \| \| \| \| \| \| Dryomorpha \| \| \| \| |
|  |                                                              |
|  | Tenontosaurus                                                |
|  |                                                              |
|  | Dryomorpha                                                   |
|  |                                                              |

|  | Tenontosaurus |
|  |               |
|  | Dryomorpha    |
|  |               |

|  | Mochlodon                                              |
|  |                                                        |
|  | \| \| Rhabdodon \| \| \| \| \| \| Zalmoxes \| \| \| \| |
|  |                                                        |
|  | Rhabdodon                                              |
|  |                                                        |
|  | Zalmoxes                                               |
|  |                                                        |

|  | Rhabdodon |
|  |           |
|  | Zalmoxes  |
|  |           |

|  | Mochlodon                                              |
|  |                                                        |
|  | \| \| Rhabdodon \| \| \| \| \| \| Zalmoxes \| \| \| \| |
|  |                                                        |
|  | Rhabdodon                                              |
|  |                                                        |
|  | Zalmoxes                                               |
|  |                                                        |

|  | Rhabdodon |
|  |           |
|  | Zalmoxes  |
|  |           |

|  | Mochlodon                                              |
|  |                                                        |
|  | \| \| Rhabdodon \| \| \| \| \| \| Zalmoxes \| \| \| \| |
|  |                                                        |
|  | Rhabdodon                                              |
|  |                                                        |
|  | Zalmoxes                                               |
|  |                                                        |

|  | Rhabdodon |
|  |           |
|  | Zalmoxes  |
|  |           |

|  | Mochlodon                                              |
|  |                                                        |
|  | \| \| Rhabdodon \| \| \| \| \| \| Zalmoxes \| \| \| \| |
|  |                                                        |
|  | Rhabdodon                                              |
|  |                                                        |
|  | Zalmoxes                                               |
|  |                                                        |

|  | Rhabdodon |
|  |           |
|  | Zalmoxes  |
|  |           |

|  | Anabisetia                                                   |
|  |                                                              |
|  | \| \| Tenontosaurus \| \| \| \| \| \| Dryomorpha \| \| \| \| |
|  |                                                              |
|  | Tenontosaurus                                                |
|  |                                                              |
|  | Dryomorpha                                                   |
|  |                                                              |

|  | Tenontosaurus |
|  |               |
|  | Dryomorpha    |
|  |               |

|  | Mochlodon                                              |
|  |                                                        |
|  | \| \| Rhabdodon \| \| \| \| \| \| Zalmoxes \| \| \| \| |
|  |                                                        |
|  | Rhabdodon                                              |
|  |                                                        |
|  | Zalmoxes                                               |
|  |                                                        |

|  | Rhabdodon |
|  |           |
|  | Zalmoxes  |
|  |           |

|  | Mochlodon                                              |
|  |                                                        |
|  | \| \| Rhabdodon \| \| \| \| \| \| Zalmoxes \| \| \| \| |
|  |                                                        |
|  | Rhabdodon                                              |
|  |                                                        |
|  | Zalmoxes                                               |
|  |                                                        |

|  | Rhabdodon |
|  |           |
|  | Zalmoxes  |
|  |           |

|  | Mochlodon                                              |
|  |                                                        |
|  | \| \| Rhabdodon \| \| \| \| \| \| Zalmoxes \| \| \| \| |
|  |                                                        |
|  | Rhabdodon                                              |
|  |                                                        |
|  | Zalmoxes                                               |
|  |                                                        |

|  | Rhabdodon |
|  |           |
|  | Zalmoxes  |
|  |           |

|  | Mochlodon                                              |
|  |                                                        |
|  | \| \| Rhabdodon \| \| \| \| \| \| Zalmoxes \| \| \| \| |
|  |                                                        |
|  | Rhabdodon                                              |
|  |                                                        |
|  | Zalmoxes                                               |
|  |                                                        |

|  | Rhabdodon |
|  |           |
|  | Zalmoxes  |
|  |           |

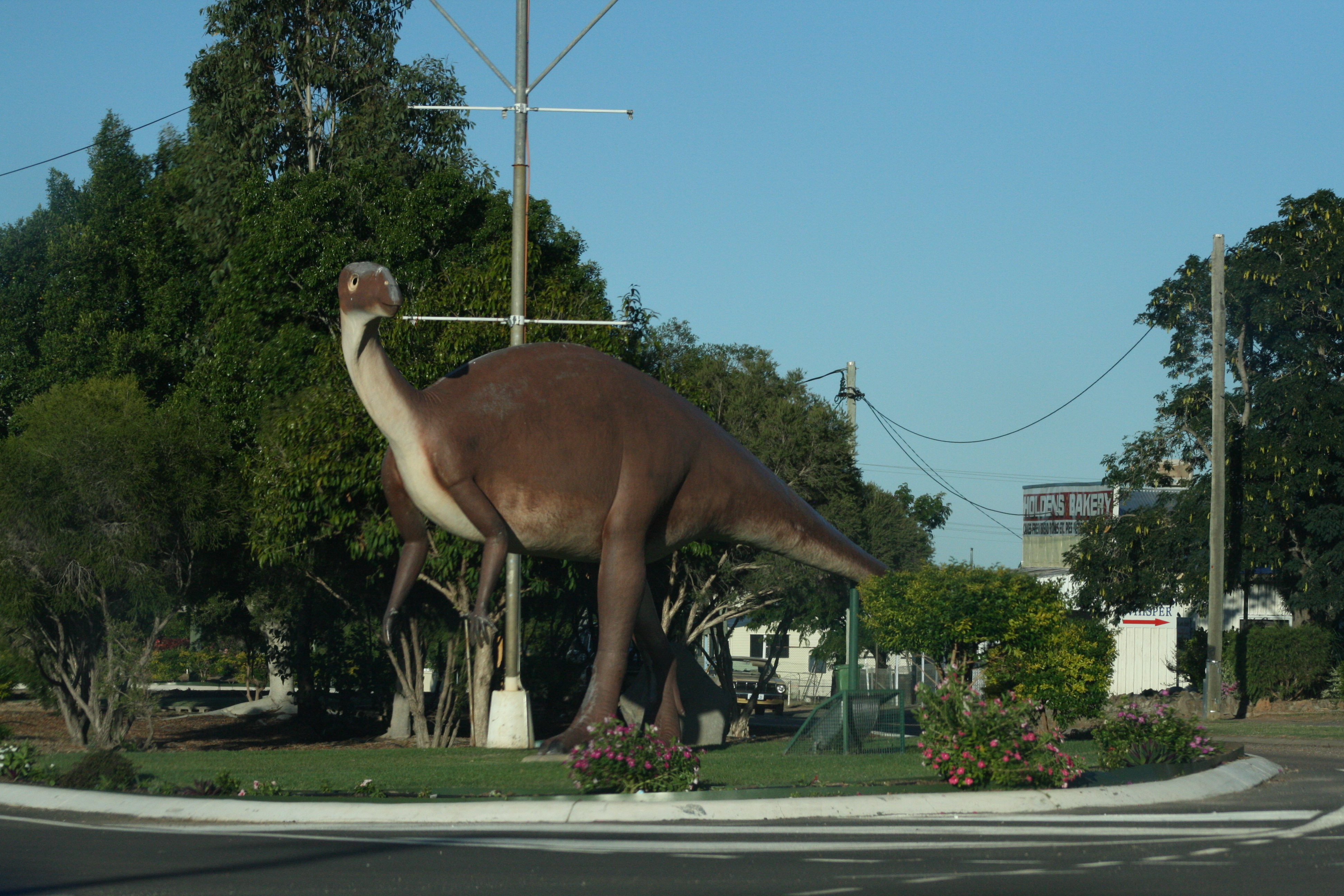
Estátua do Muttaburrasaurus em Hughenden, no interior de Queenslândia, Austrália

Entretanto, em 2024, Fonseca e colegas consideraram o Muttaburrasaurus como estando fora do Rhabdodontmorpha e, em vez disso, o classificaram como um membro do clado Elasmaria de Gondwana, ao lado do Fostoria dhimbangunmal.